# Cosmophasis bitaeniata
Cosmophasis bitaeniata — вид павуків родини Павуки-скакуни (Salticidae).

## Поширення
Види відомий в Індонезії (острови Кай), Новій Гвінеї (Мерауке, Центральна провінція), Австралії (Новий Південний Уельс, Квінсленд і Північна територія), на островах Фіджі і Мікронезії.

## Спосіб життя
Павук є мірмекофільним. Cosmophasis bitaeniata живе в асоціації з азійським мурахою-кравцем (Oecophylla smaragdina). Павук виділяє феромон, за допомогою якого мурахи визнають його за представника свого виду. Мурахи інших видів кусають цього павука. Він полює на личинок мурах, вихоплюючи їх з нижніх щелеп робітників.